# 国際競争拠点都市整備事業
国際競争拠点都市整備事業は、都市再生特別措置法による都市再生緊急整備地域内で、都市の国際競争力強化を目的に行われている事業。国土交通省が毎年募集している。

## 事業地区
- 都市再生特別措置法第2条第5項の規定に基づき政令により定められる特定都市再生緊急整備地域を核とする大都市圏に存する国際港湾周辺地域（ただし、臨港地区及び臨港地区となることが予定される地区を除く。）
- 工業系用途地域内であり、かつ、水際線（臨港地区がある場合は臨港地区境界）から概ね3キロメートル以内の範囲に存する土地の区域

## 事業
2018年時点で9地域で行われている。
札幌都心地域
- 苗穂駅周辺地区整備事業
- 苗穂駅周辺地区まちづくり事業
- 西2丁目線地下歩道整備事業

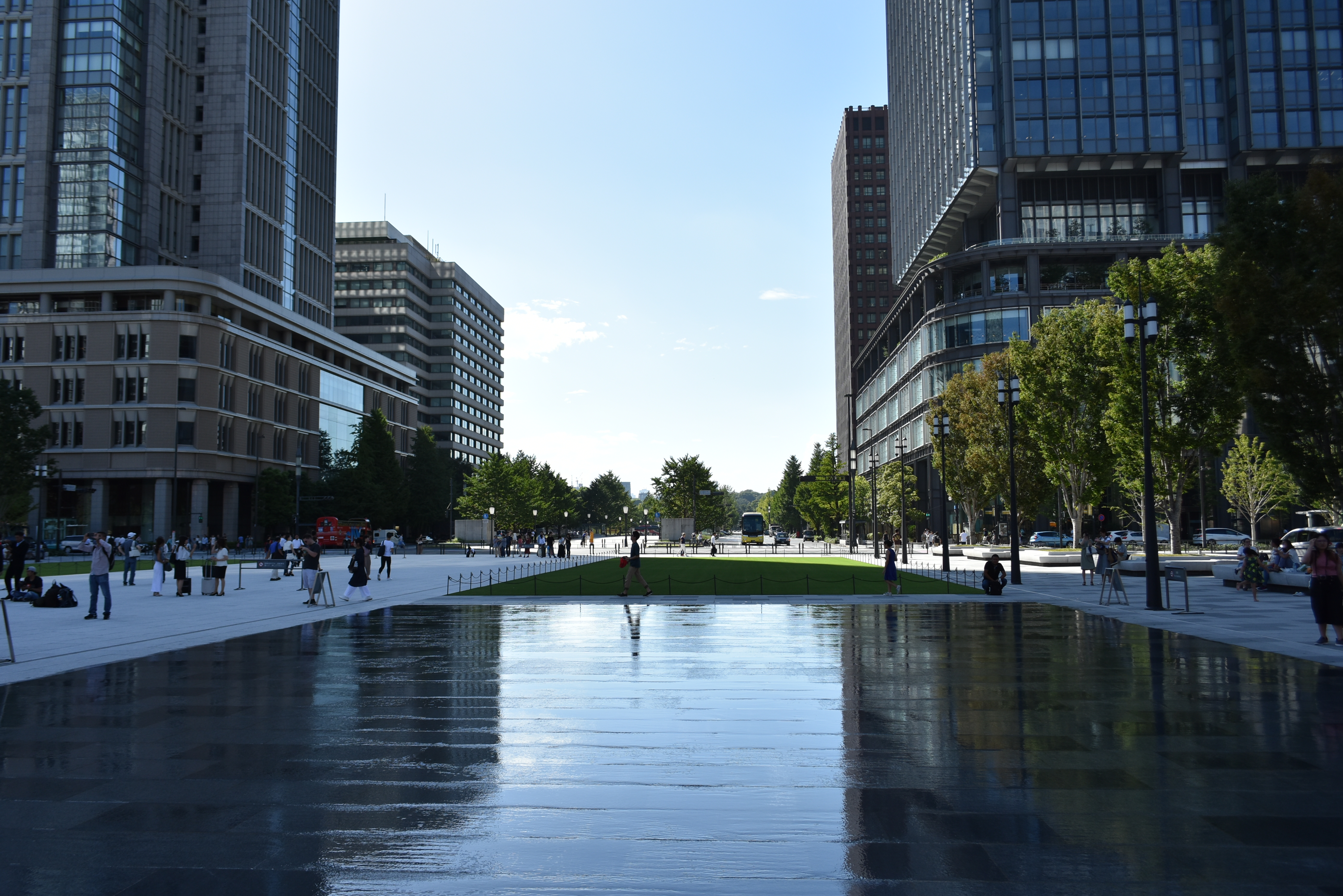
東京駅丸の内駅前広場

- 札幌駅前通公共地下歩道及び地下鉄さっぽろ駅東豊線連絡通路改修事業

東京都心・臨海地域
- 環状第二号線新橋・虎ノ門地区第二種市街地再開発事業（虎ノ門ヒルズ）
- 環状第2号線（再開発）
- 環状第2号線（汐留）（街路）
- 環状第2号線（晴海）（街路）
- 地下鉄日比谷線新駅整備事業
- 八重洲バスターミナル（A）（B）（C）
- 東京都市計画道路事業補助線街路第97号線及び東京都市計画道路事業補助線街路第98号線（東京駅丸の内駅前広場）

品川駅・田町駅周辺地域
- 品川駅北周辺地区土地区画整理事業（高輪ゲートウェイ駅事業）

渋谷駅周辺地域
- 渋谷駅街区土地区画整理事業
- 渋谷駅街区北側自由通路整備事業
- 南口北側自由通路整備事業
- 道玄坂一丁目駅前地区第一種市街地再開発事業（東急プラザ渋谷）
- 渋谷駅桜丘口地区第一種市街地再開発事業

羽田空港南・川﨑殿町・大師河原地域
- 東京都市計画道路補助線街路第333号線、東京都市計画道路環状第8号線及び川崎都市計課3・4・29号殿町羽田空港線
- 羽田空港跡地地区土地区画整理事業

横浜都心・臨海地域
- 東横線跡地整備事業
- 横浜駅西口地下街回遊空間形成事業
- 臨港幹線キング軸デッキ

名古屋駅周辺・伏見・栄地域
- ささしまライブ24土地区画整理事業
- （仮称）名古屋駅周辺地下公共空間整備
- 名古屋都市計画道路事業3・3・14号椿町線

大阪駅周辺・中之島・御堂筋周辺地域
- JR東海道線支線地下化事業及び新駅設置事業（北梅田駅）
- 大阪駅北大深西地区土地区画整理事業

福岡都心地域
- 拠点間回遊案内強化事業
- 明治公園自転車駐車場
- 天神明治通り地区地下通路
- 天神3号線外地下通路・駐輪場整備事業